# Nupserha grisea
Nupserha grisea là một loài bọ cánh cứng trong họ Cerambycidae.